# Lina Radke
Pour les articles homonymes, voir Radke.
Karoline Radke-Batschauer surnommée Lina, née Batschauer le 18 octobre 1903 à Karlsruhe (Bade-Wurtemberg) et morte le 14 février 1983 à Karlsruhe (Bade-Wurtemberg), est une athlète allemande qui a été sacrée championne olympique sur 800 m aux Jeux olympiques d'été de 1928 à Amsterdam. En compétition, elle pesait 55 kg pour 1,69 m.

## Biographie
Lina Batschauer a commencé l'athlétisme en 1924 à Baden-Baden, où sa famille avait déménagé en 1917. Dans les années 1920, elle était la meilleure coureuse allemande sur les courses de demi-fond. En 1926, elle remportait les championnats d'Allemagne sur 1000 m. Le 7 août 1927, elle réalisait une meilleure performance mondiale en 2 min 23 s 8 sur 800 m aux championnats d'Allemagne. C'était la première de six meilleures performances mondiales ou records du monde de sa carrière. Après son mariage avec Georg Radke, elle partit pour Breslau et remportait un nouveau titre sur 800 m en 1928.

### Jeux olympiques de 1928
Le 2 août 1928, elle remportait le titre olympique à Amsterdam avec un temps de 2 min 16 s 8 (premier record officiellement enregistré). Cette médaille d'or était la première pour l'athlétisme allemand et pour les femmes allemandes depuis le début des Jeux olympiques en 1896. Après la fondation de la FSFI, le 800 m féminin put faire partie des courses au programme des jeux de 1928 qui virent pour la première fois l'apparition des athlètes féminines. Cette discipline fut pourtant rayée du programme des éditions suivantes, car les athlètes auraient été trop sollicitées physiquement par cette distance. Dès lors, les femmes ont été interdites de course sur des distances supérieures à 100 m aux jeux. Ce n'est qu'en 1960 aux jeux de Rome que le 800 m féminin fit son retour dans le programme des jeux.

### Fin de carrière
Aux jeux mondiaux féminins de 1934 à Londres, elle atteignait la troisième place sur 800 m (inofficiellement, car en fait elle avait terminé quatrième, elle gagna un rang suite la disqualification de la Tchécoslovaque Zdena Koubkova). Cette édition fut la dernière des jeux mondiaux féminins si bien qu'il n'y eut plus de compétitions de haut niveau sur demi-fond féminin. Lina Radke termina sa carrière active pour travailler comme entraîneur à Breslau.

### Après la guerre
En 1945, elle fut expulsée de Breslau devenue polonaise et, fuyant la Silésie via Sömmerda en Thuringe, s'installe à Torgau en Saxe-Anhalt. Sa médaille d'or fut perdue durant sa fuite, une copie lui fut remise en 1956 par le comité olympique est-allemand. En 1961, peu avant la construction du mur de Berlin, le couple Radke retourna dans la ville natale de Lina, Karlsruhe.

## Palmarès

### Jeux olympiques d'été
- Jeux olympiques d'été de 1928 à Amsterdam ( Pays-Bas)
  -  Médaille d'or sur 800 m

### Jeux mondiaux féminins
- 1934 à Londres ( Royaume-Uni)
  - 4e sur 800 m

## Records et meilleures performances
- 800 m :
  - 2 min 23 s 8 à Breslau, le 7 août 1927
  - 2 min 19 s 6 à Brieg, le 1er juillet 1928
  - 2 min 16 s 8 à Amsterdam, le 2 août 1928
- 1000 m :
  - 3 min 06 s 5 à Brieg le 24 août 1930
- Participation à deux records du monde en relais

## Sources
- (de) Cet article est partiellement ou en totalité issu de l’article de Wikipédia en allemand intitulé « Lina Radke » (voir la liste des auteurs).